# 島津伸男
島津 伸男（しまづ のぶお、1935年12月2日 - 2013年5月9日）は、日本の作曲家。本名は堀 信義（ほり のぶよし）。鹿児島県出身。日本作曲家協会所属。

## 人物
鹿児島県揖宿郡喜入村大字前之浜（現在の鹿児島市喜入前之浜町）出身。鹿児島県立指宿高等学校普通科卒業。北島三郎と同じく船村徹の門下生。北島の舞台におけるバックバンドの指揮者も長年担当していたが、亡くなる2年程前に、体調不良を理由に降板していたという。心不全のため77歳で死去。

## 楽曲提供作品

### 歌謡曲
- 北島三郎
  - 女シリーズ（全作詞：星野哲郎）
    - 函館の女（1965年）[注釈 1]
    - 尾道の女（1966年）
    - 博多の女（1967年）[注釈 2]
    - 伊予の女（1967年）
    - 伊勢の女（1967年）
    - 薩摩の女（1968年）[注釈 3]
    - 加賀の女（1969年）[注釈 4]
    - 伊豆の女（1970年）
    - なごやの女（1971年）
    - 沖縄の女（1972年）
    - 木曽の女（1973年）
    - みちのくの女（1974年）
    - 横浜の女（1979年）

  - その他
    - 関東流れ唄（1967年、作詞：星野哲郎）
    - 俺がやらなきゃ誰がやる（1970年、作詞：八反ふじを）

- 西郷輝彦
  - 俺らは九州っ子（1965年、作詞：星野哲郎）

- 水前寺清子
  - にっぽん流行歌（1976年、作詞：関沢新一）
  - 虚空太鼓（1977年、作詞：星野哲郎）[注釈 5]
  - 肥後の駒下駄（1978年、作詞：星野哲郎）[注釈 6]
  - 義農作兵衛（1990年、作詞：星野哲郎）

- 山田太郎
  - 清らかな青春（1963年、作詞：結城隆麿）
  - 新聞少年（1965年、作詞：八反ふじを）[注釈 7]
  - 若衆笠（1965年、作詞：八反ふじを）
  - 太郎の初恋（1966年、作詞：ごとうみやいち）
  - まぶたのふるさと（1966年、作詞：星野哲郎）
  - 牛乳少年（1967年、作詞：八反ふじを）
  - ありがとうの唄（1967年、作詞：星野哲郎）
  - 人妻（1969年、作詞：真木たつみ）
  - 悲恋（1969年、作詞：星野哲郎）
  - わるい男（1971年、作詞：中山大三郎）
  - 下町艶歌（1973年、作詞：関沢新一）
  - 函館別れ唄（1974年、作詞：関沢新一）

### その他
- 喜入音頭（1969年、作詞：大保ふさ子）
  - 出身地である喜入町の音頭であり、一般公募の歌詞に島津が作曲を行った[6]。